# Mariano Ros
Mariano Ros Carsí (Valencia, 1840 - Valencia, 1882) fue un político español.

## Biografía
Nació en Valencia en 1840, siendo hijo del terrateniente y miembro del Partido Progresista, José Ros y Escoto. En 1874 ingresó en el Partido Constitucional, siendo elegido diputado provincial de Valencia. En las elecciones de 1876 y 1879 se presentó a las Cortes por el distrito electoral de Sagunto, pero no resultaría elegido diputado hasta los comicios de 1881, ya militando con los liberales. Murió un año más tarde, sustituyéndole en el escaño Federico Loygorri de la Torre.